# Левертов, Дениза
Присцилла Дениз Левертов (англ. Priscilla Denise Levertov; 24 октября 1923, Илфорд — 20 декабря 1997, Сиэтл) — американская поэтесса британского происхождения.
Родилась в семье англиканского священника и теолога еврейского происхождения Пола Филиппа Левертова и валлийки Беатрис Спунер-Джонс. Во время Второй мировой войны работала медсестрой в госпитале.
В 1946 году выпустила дебютный сборник «Двойственный образ» (The Double Image).
В 1947 году вышла замуж за американца Митчелла Гудмена (1923—1997), впоследствии также ставшего активистом и писателем. В следующем году супруги переехали в США.
В 1957 году был издан второй поэтический сборник — «Здесь и сейчас» (Here and Now), всего выпустила более десятка сборников стихов и два сборника эссе («Поэт и мир» (The Poet in the World, 1973) и «Осветить пещеру» (Light up the Cave, 1981)). Входила в состав школы поэтов Блэк-Маунтин.
В 1961 и 1963—1965 годах заведовала отделом поэзии в журнале «The Nation».
Со второй половины 1960-х годов активно участвовала в гражданском и антивоенном движениях, в частности выступая против войны во Вьетнаме, что сильно отразилось и на творчестве поэтессы. В 1971 году побывала в СССР.
В 1981—1994 годах преподавала в Стэнфордском университете.

## Награды
- мемориальная премия Шелли (1984)
- медаль Фроста (1990)
- литературная премия фонда Лэннан (1993)